# 외젠 랑티
외젠 랑티(프랑스어: Eugéne Lanti, 에스페란토: Eŭgeno Lanti 에우게노 란티, 1879년 7월 19일~1947년 1월 17일)는 프랑스의 에스페란티스토이다. 세계무민족성협회를 창립하였다.

## 생애

### 유년
랑티의 실명은 외젠 아리스티드 알프레드 아당(프랑스어: Eugène Aristide Alfred Adam)이고, ‘랑티’는 필명이다. 프랑스 망슈주 네우에서 5 km 떨어진 작은 농장에서 태어났다. 아버지는 목수였고, 주로 나무신을 만들었다. 어머니는 문맹의 매우 독실한 가톨릭 신자였다. 이 사이에는 랑티 말고도 딸 하나를 두었는데, 이 역시 매우 종교적이었다.
어려서 집을 떠나, 브리크베크(Briqcuebec)와 발로뉴(Valognes) 등지에서 목수일을 배웠고, 또 틈틈이 종교에 대하여 공부하기 시작하였다. 이에 따라 랑티는 점차 종교를 잃게 되었지만, 아직 조국에 대한 열렬한 애국심은 간직하였다. 1897년에는 루앙에 도착하였고, 여기서 가짜 골동품 가구를 만드는 것을 배웠다. 이렇게 가짜 골동품을 서슴없이 비싼 값에 파는 스승의 행동 때문에, 랑티는 목수일에 흥미를 잃고 말았다.

### 정치적 활동의 시작
루앙에서 랑티는 아나키스트 세바스티앙 포르(Sébastien Faure)의 책을 접하였고, 애국주의 대신 점차 아나키즘에 심취하였다. 1898년에는 파리로 가서, 다른 아나키스트들과 교류하고 또한 아나키즘을 전파하였다.
제1차 세계 대전이 발발하자, 1914년~1918년 동안 랑티는 군의관으로 일했다. 전중 동료 르콩트(Lecompte)로부터 라틴어를 배웠다.

### 에스페란토 노동 운동
전후 1919년 다시 파리로 돌아온 랑티는 인공 세계어인 에스페란토와 이도를 접하였다. 파리에서 뤼시앙 바니에(Lucien Bannier)와 루이 글로도(Louis Glodeau) 등의 에스페란티스토를 접한 랑티는 곧 에스페란토 운동에 참여하게 되었다. 1921년 여름 프라하에서 에스페란토를 사용하는 좌익 단체 세계무민족성협회를 설립하였다. 이 때부터 최초로 ‘랑티’(프랑스어: Lanty 또는 Lanti)라는 필명을 사용하기 시작하였다.
1925년부터 파리에서 영국인 엘렌 케이트 리무진(영어: Ellen Kate Limouzin, 1879년~1950년)과 동거하기 시작하였고, 1934년 결혼하였다. 리무진은 조지 오웰의 이모였고, 오웰은 랑티 부부를 가끔 만나기도 하였다. 오웰은 랑티 부부가 가정에서 영어나 프랑스어 대신 자신이 모르는 에스페란토를 사용하는 것을 보고 당혹해 하였는데, 이것이 오웰의 소설 《1984년》에 나오는, 부정적으로 묘사된 인공어 ‘신어’의 기반이 되었을 것이라 추측된다.

### 말년
1936년에 랑티는 은퇴를 선언하고, 모든 대외적인 활동을 접었다. 그 뒤 랑티는 프랑스를 떠나 일본과 오세아니아, 남아메리카, 멕시코를 여행하였다. 멕시코에서 불치병에 걸려, 1947년 1월 17일 샤워에서 목을 매달아 자살하였다.

## 저서
- 《중립주의 타도》(에스페란토: For la neŭtralismon, Sennacieca Asocio Tutmonda, 1922
- 《노동 에스페란토주의》(에스페란토: La Laborista Esperantismo, Sennacieca Asocio Tutmonda, 1928, La Laborista Esperantismo
- 《민족주의》(에스페란토: Naciismo, Sennacieca Asocio Tutmonda, 1930)
- 《E. 랑티 동지 어록》(에스페란토: Vortoj de Kamarado E. Lanti, Sennacieca Asocio Tutmonda, 1931, Vortoj de k-do Lanti)
- 《무민족주의 선언》(에스페란토: Manifesto de la Sennaciistoj, 1931, 틀:ElManifesto de la Sennaciistoj)
- 《소비에트 연방에서 사회주의가 완성되는가?》(에스페란토: Ĉu socialismo konstruiĝas en Sovetio?, 1935, Robert Guiheneuf|Ivon 공저)
- 《E. 랑티 서신 발췌록》(에스페란토: Leteroj de E.Lanti, Sennacieca Asocio Tutmonda, 1940)
- Fredo, membiografia fragmento publikigita en Vivo de Lanti, de Ed Borsboom, Sennacieca Asocio Tutmonda, 1976
- 《국제어 문제는 어디에 있는가?》(프랑스어: Où en est la question de la langue internationale?, kun postparolo de Romain Rolland, 1919)
- 《국제어》(프랑스어: La langue internationale, 1판 1925년, 2판 1930년)